# Ludwig Cerutti
Friedrich Peter Ludwig Johann Cerutti (* 24. August 1789 in Zeitz; † 26. Juli 1858 in Leipzig) war ein deutscher Mediziner und Hochschullehrer.

## Leben
Ceruttis frühe Ausbildung ist unbekannt. Er ging zum Studium der Medizin an die Universität Leipzig. Dort erlangte er 1814 mit der Dissertation De telluris in organismum de animalem actione die Promotion zum Dr. med. Er trat anschließend in das klinische Institut von Friedrich August Benjamin Puchelt in Leipzig ein. 1817 gründete er eine eigene Kinderklinik, die wenige Jahre darauf in die allgemeine Klinik eingegliedert wurde.
Cerutti erhielt 1827 einen Ruf als außerordentlicher Professor der Pathologischen Anatomie. 1839 wurde er zum ordentlichen Professor befördert. Er stand damit bis 1852 der Klinik als Direktor vor. Erlittene Schlaganfälle zwangen ihn schließlich nach und nach, alle Ämter aufzugeben.
Er war verheiratet mit Klara, geborene Kühn (1793–1864). Beider Sohn war der Stadtschreiber Rudolph Heinrich Cerutti (1829–1902). Sie wurden im Erbbegräbnis der Familie Cerutti in der I. Abteilung (Nr. 24) des Neuen Johannisfriedhofs beerdigt.

## Werke (Auswahl)
- Beschreibung der pathologischen Präparate des anatomischen Theaters zu Leipzig, Cnobloch, Leipzig 1819.
- Sammlung königlich Sächsischer Medicinal-Gesetze, 2 Bände, Voß, Leipzig 1820.
- Pathologisch-anathomisches Museum, 5 Bände, Leipzig 1821–1825.
- Collectanea quaedam de phthisi pulmonum tuberculosa, Staritz, Leipzig 1839.

Übersetzungen
- François Magendie: Physiologische und clinische Untersuchungen über die Anwendung der Blausäure in den Krankheiten der Brust u. bes. in der Lungenschwindsucht, Baumgärtner, Leipzig 1820.
- Pierre-Augustin Béclard: Übersicht der neuern Entdeckungen in der Anatomie und Physiologie. Hartmann, Leipzig 1823.